# Kornhorn
Kornhorn – wieś w Holandii, w prowincji Groningen, w gminie Grootegast. 

## Historia
Wieś do 1 stycznia 1930 roku stanowiła część wsi Doezum i nosiła nazwę Curringehorne.